# Joseph Ujlaki
Joseph Ujlaki (Budapest, 10 agosto 1929 – Sète, 13 febbraio 2006) è stato un calciatore ungherese naturalizzato francese, di ruolo attaccante.
È l'ottavo miglior marcatore nella storia della Division 1, campionato che ha vinto una sola volta nel 1955-1956 con il Nizza. Nel corso della carriera il suo carattere caparbio gli causò problemi sia dentro che fuori dal campo.

## Caratteristiche tecniche
Joseph Ujlaki giocava nel ruolo di interno o esterno destro ed era dotato di un ottimo tocco di palla.

## Carriera

### Club
Dopo essersi messo in luce nelle nazionali giovanili ungheresi, Ujlaki decise di passare professionista e si trasferì in Francia allo Stade Français. L'anno successivo si trasferì al Sète, dove rimase per due stagioni in entrambe le quali ottiene la salvezza e si mise in luce tanto da attirare le attenzioni delle principali compagini francesi. Il 2 settembre 1950 giocò nelle file del Palermo (che voleva ingaggiarlo) l'amichevole all'Arena di Milano contro l'Inter.  Ma fu il Nîmes di Pedro Pibarot ad acquistarlo, nel 1950, e Ujlaki vi rimase per tre anni dimostrando di riuscire ad essere decisivo anche in una squadra d'alta classifica. La sua definitiva consacrazione avvenne con la maglia del Nizza, con il quale vinse sia il campionato che la Coppa di Francia. Nel 1958 passò al Racing Parigi, con cui ottenne un terzo posto in campionato nel 1958-1959, e due secondi posti nel 1960-1961 e nel 1961-1962. Andò poi a chiudere la carriera in Division 2 con le maglie di Metz e Aix, prima di tornare un'ultima volta a vestire la maglia della squadra che l'aveva lanciato, il Sète.

### Nazionale
Ujlaki giocò 21 partite con la nazionale francese, dal 1952 (esordendo il 5 ottobre contro la Germania) al 1960, e mise a segno 10 reti. Partecipò a quattro partite delle qualificazioni dei mondiali del 1954 e del 1958, ma non ebbe mai occasione di giocare in una Coppa del Mondo. Le restanti 17 partite a cui prese parte in Nazionale furono amichevoli.

## Statistiche

### Presenze e reti nei club
| Stagione           | Squadra            | Campionato         | Campionato | Campionato | Coppe nazionali | Coppe nazionali | Coppe nazionali | Coppe continentali | Coppe continentali | Coppe continentali | Altre coppe | Altre coppe | Altre coppe | Totale | Totale |
| Stagione           | Squadra            | Comp               | Pres       | Reti       | Comp            | Pres            | Reti            | Comp               | Pres               | Reti               | Comp        | Pres        | Reti        | Pres   | Reti   |
| ------------------ | ------------------ | ------------------ | ---------- | ---------- | --------------- | --------------- | --------------- | ------------------ | ------------------ | ------------------ | ----------- | ----------- | ----------- | ------ | ------ |
| 1947-1948          | Stade Français     | D1                 | 7          | 3          | CF              | 1               | 0               | -                  | -                  | -                  | -           | -           | -           | 8      | 3      |
| 1948-1949          | Sète               | D1                 | 16         | 4          | CF              | 4               | 3               | -                  | -                  | -                  | -           | -           | -           | 20     | 7      |
| 1949-1950          | Sète               | D1                 | 28         | 11         | CF              | 2               | 2               | -                  | -                  | -                  | -           | -           | -           | 30     | 13     |
| 1950-1951          | Nîmes              | D1                 | 28         | 13         | CF              | 1               | 0               | -                  | -                  | -                  | -           | -           | -           | 29     | 13     |
| 1951-1952          | Nîmes              | D1                 | 33         | 12         | CF              | 3               | 1               | -                  | -                  | -                  | -           | -           | -           | 36     | 13     |
| 1952-1953          | Nîmes              | D1                 | 31         | 13         | CF+CCD          | 1+2             | 0+2             | -                  | -                  | -                  | -           | -           | -           | 34     | 15     |
| Totale Nîmes       | Totale Nîmes       | Totale Nîmes       | 92         | 38         |                 | 7               | 3               |                    | -                  | -                  |             | -           | -           | 99     | 41     |
| 1953-1954          | Nizza              | D1                 | 27         | 17         | CF              | 6               | 2               | -                  | -                  | -                  | -           | -           | -           | 33     | 19     |
| 1954-1955          | Nizza              | D1                 | 22         | 11         | CF              | 5               | 1               | -                  | -                  | -                  | -           | -           | -           | 27     | 12     |
| 1955-1956          | Nizza              | D1                 | 31         | 15         | CF              | 3               | 2               | -                  | -                  | -                  | -           | -           | -           | 34     | 17     |
| 1956-1957          | Nizza              | D1                 | 20         | 8          | CF              | 6               | 5               | CC                 | 4                  | 0                  | -           | -           | -           | 30     | 13     |
| 1957-1958          | Nizza              | D1                 | 33         | 8          | CF+CCD          | 1+5             | 0+2             | -                  | -                  | -                  | -           | -           | -           | 39     | 10     |
| Totale Nizza       | Totale Nizza       | Totale Nizza       | 133        | 59         |                 | 26              | 12              |                    | 4                  | 0                  |             | -           | -           | 163    | 71     |
| 1958-1959          | Racing Club        | D1                 | 34         | 9          | CF              | 3               | 1               | -                  | -                  | -                  | -           | -           | -           | 37     | 10     |
| 1959-1960          | Racing Club        | D1                 | 33         | 22         | CF+CCD          | 1+1             | 1+0             | -                  | -                  | -                  | -           | -           | -           | 35     | 23     |
| 1960-1961          | Racing Club        | D1                 | 32         | 21         | CF              | 2               | 0               | -                  | -                  | -                  | -           | -           | -           | 34     | 21     |
| 1961-1962          | Racing Club        | D1                 | 24         | 14         | CF+CCD          | 1+1             | 0               | -                  | -                  | -                  | -           | -           | -           | 26     | 14     |
| 1962-1963          | Racing Club        | D1                 | 23         | 5          | CF              | 2               | 0               | -                  | -                  | -                  | -           | -           | -           | 25     | 5      |
| 1963-1964          | Racing Club        | D1                 | 16         | 4          | CF              | 3               | 1               | -                  | -                  | -                  | -           | -           | -           | 19     | 5      |
| Totale Racing Club | Totale Racing Club | Totale Racing Club | 162        | 75         |                 | 14              | 3               |                    | -                  | -                  |             | -           | -           | 176    | 78     |
| 1964-1965          | Metz               | D2                 | 17         | 7          | CF              | 2               | 0               | -                  | -                  | -                  | -           | -           | -           | 19     | 7      |
| 1965-1966          | Aix                | D2                 | 28         | 7          | CF              | 4               | 1               | -                  | -                  | -                  | -           | -           | -           | 32     | 8      |
| 1966-1967          | Sète               | DH                 | 10         | 5          | CF              | 2               | 0               | -                  | -                  | -                  | -           | -           | -           | 12     | 5      |
| Totale Sète        | Totale Sète        | Totale Sète        | 54         | 20         |                 | 8               | 5               |                    | -                  | -                  |             | -           | -           | 62     | 25     |
| Totale carriera    | Totale carriera    | Totale carriera    | 493        | 209        |                 | 62              | 24              |                    | 4                  | 0                  |             | -           | -           | 559    | 233    |

## Palmarès

### Club

#### Competizioni nazionali
- Campionato francese: 1

Nizza:1955-1956
- Coppa di Francia: 1

Nizza:1953-1954